# Кравець Артем Анатолійович
Арте́м Анато́лійович Краве́ць (нар. 3 червня 1989, Дніпродзержинськ (Кам'янське), Дніпропетровська область, СРСР) — український футболіст, нападник збірної України.

## Біографія

### Ранні роки
Одного разу один з друзів Кравця запросив його пограти з хлопцями із сусіднього подвір'я. Незабаром з'ясувалося, що там перебуває тренер дитячо-юнацької школи «Надія-Вагонмаш» (Дніпродзержинськ) й дивиться на дворові таланти. Після гри він запросив Артема на заняття. Першим наставником гравця став — Дмитро Дмитрович Лоїк. Протягом перших двох тижнів Артем їздив на інший кінець Дніпродзержинська до футбольної школи, перш ніж про це дізналися його батьки.
У 13 років, коли закінчував 8-й клас, Артем у супроводі батька приїхав із Дніпродзержинська до Києва й попросився на перегляд до динамівської футбольної школи. За шість місяців пройшов відбір до ДЮФШ «Динамо». Після цього навчався три роки в динамівській академії, аж до переходу до «Динамо-3».

### «Динамо»
29 квітня 2006 року дебютував у професійному футболі в матчі Другої ліги України проти івано-франківського «Прикарпаття» (0:0): Кравець вийшов на 59 хвилині замість Сергія Зелді. Пізніше Кравець став грати за «Динамо-2» у Першій лізі і за дубль «Динамо».
У Вищій лізі чемпіонату України Кравець дебютував за київське «Динамо» 17 червня 2007 року в матчі останнього туру сезону 2006/07 у виїзному дербі проти «Арсеналу» (0:1), вийшовши після перерви замість угорця Балажа Фаркаша, проте надалі до кінця року виступав здебільшого за другу команду.
Наприкінці 2007 року 18-річний форвард зіграв свій перший єврокубковий поєдинок. Олег Лужний випустив його на заміну в матчі останнього туру групового етапу Ліги чемпіонів проти лісабонського «Спортінга».
2 березня 2008 Артем Кравець відкрив рахунок своїм голам в елітному дивізіоні, забивши на 75-й хвилині гри гол у ворота «Дніпра». У другій половині сезону 2007/08 Артем став поступово залучатись до основи «Динамо», взявши участь у 11 матчах і забивши три м'ячі.
У наступному сезоні Артем продовжив спроби стати основним форвардом команди, проте не зміг витіснити з основи Ісмаеля Бангура та Артема Мілевського, зігравши за сезон лише 12 ігор в чемпіонаті, здебільшого виходячи на заміну. Щоправда, свій найкращий матч Артем провів проти іспанської «Валенсії» в 1/16 фіналу Кубка УЄФА, 26 лютого 2009 року. Два м'ячі, забиті Кравцем у матчі-відповіді на «Местальї», вивели киян до наступного раунду турніру.
Незабаром у Кравця почалася низка травм, що розтягнулася на три роки. Лише у другій половині сезону 2010/11 Артем ненадовго повернувся до основного складу. У березні він відкрив рахунок у матчі з полтавською «Ворсклою» й двічі забив луцькій «Волині» в травні, після чого став лікувати травми.

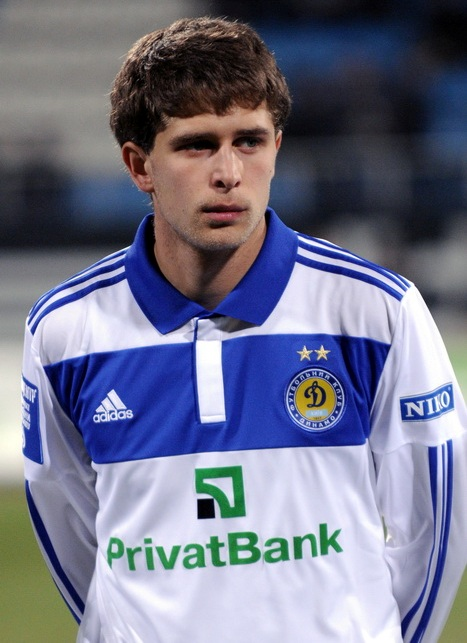
Артем Кравець під час виступів за «Динамо». 13 березня 2011 року

Восени 2012 року головний тренер «Динамо» Олег Блохін вирішив, що Кравець більше не буде тренуватися з першою командою, але вже на початку 2013 року Артем пройшов перші за чотири роки повноцінні зимові збори. Причиною цього став від'їзд основного форварда киян Брауна Ідеє на КАН-2013, тому після його повернення перед початком другої половини сезону, Артем знову змушений був грати в першості дублерів. У матчі 30 туру в якому «Динамо» приймало запорізький «Металург» Артем вийшов з перших хвилин та відзначився дублем, цей матч був єдиним для Кравця в сезоні 2012/13 за першу команду.

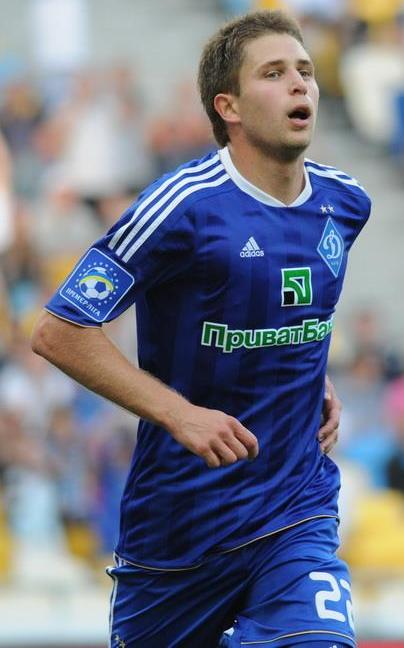
Артем Кравець під час виступів за «Динамо». 26 травня 2013 року

Влітку 2013 року Ідеє поїхав на Кубок конфедерацій 2013 і Кравець знову став основним форвардом команди на підготовчих зборах і навіть допоміг команді виграти Об'єднаний турнір 2013. Проте вже незабаром Ідеє повернувся з турніру, а «Динамо» купило ще одного нападника — Дьємерсі Мбокані, тому Кравцю знову довелося виступати за дублюючу команду.

### «Арсенал»
26 липня 2013 року на правах оренди до кінця року перейшов в київський «Арсенал», за який вже наступного дня дебютував в матчі чемпіонату України проти «Карпат», вийшовши на 61 хвилині замість В'ячеслава Шарпара. Всього за «канонірів» провів 10 матчів в чемпіонаті (3 голи) та один в національному кубку.

### Повернення в «Динамо»
У жовтні 2013 року, після того як «Арсенал» знявся з змагань, повернувся в «Динамо», проте до кінця сезону виступав виключно за молодіжну команду (8 матчів, 5 голів).
Навесні 2014 року він вважався[ким?] лише третім нападником команди, влітку під час міжсезоння ситуація також не змінилася. Однак у липні протягом тижня «Динамо» продало Брауна Ідейє в Англію та через травму втратило Дьємерсі Мбокані практично до кінця року. Через це Кравець залишився єдиним гравцем цього амплуа в команді і перші чотири матчі нового чемпіонату провів без замін. Вже в другому турі Артем забив перший гол команди у ворота «Металіста», який в підсумку допоміг киянам святкувати перемогу 2:1. А в четвертому тур у грі проти «Іллічівця» Кравець зробив перший хет-трик у кар'єрі і очолив бомбардирський залік чемпіонату. До того він ніколи не забивав стільки в одному матчі і не забивав більше чотирьох м'ячів за один сезон.

### «Штутгарт»
29 грудня 2015 року було офіційно оголошено про перехід Артема до складу німецького «Штутгарта» на умовах оренди з 1 січня по 30 червня 2016 року.
30 січня 2016 року зумів відзначитися першим забитим голом у офіційному матчі. Замінивши на 78 хвилині Тімо Вернера, Кравець вже через 10 хвилин забив головою у ворота «Гамбурга», таким чином приніс перемогу своїй команді 2:1.

### «Гранада»
Перед початком сезону 16-17 Артему повідомили, що тренерський штаб Динамо на нього не розраховує. Нападника було відправлено в оренду до іспанської Гранади, де він зумів закріпитися в основі і навіть забивав в ворота Дениса Бойка.

## Виступи за збірні

### Юнацькі та молодіжна збірна України
2006 року провів 7 ігор за юнацьку збірну України до 17 років. З 2006 року по 2008 рік виступав за збірну до 19 років, у складі якої зіграв 19 матчів та забив 11 м'ячів. Також він був визнаний найкращим півзахисником на меморіалі Гранаткіна 2007 року.
С 2008 року по 2010 рік захищав кольори молодіжної збірної України до 21 року. У складі української «молодіжки» був учасником фінального етапу молодіжного чемпіонату Європи 2011 року, в рамках якого взяв участь у двох з трьох матчів команди на турнірі.

### Національна збірна України
Вперше в національну збірну України він був викликаний Олексієм Михайличенком в березні 2008 року на товариський матч проти збірної Сербії. Але Кравець отримав травму і не зміг зіграти в матчі.
Наступного разу до збірної він був викликаний через рік, у березні 2009 року на матч кваліфікації до чемпіонату світу 2010 проти збірної Англії. На тренуванні він отримав травму — надрив передньої поверхні стегна, через яку імовірно він не міг грати близько трьох тижнів, тому знову не зміг дебютувати за збірну.
У січні 2011 року втретє був викликаний до розташування збірної України, на товариський турнір на Кіпрі. У збірній дебютував 8 лютого 2011 року в матчі проти Румунії (2:2 основний час, 2:4 по пенальті). Кравець вийшов на 68 хвилині замість Олександра Алієва. У фінальному матчі турніру Україна здобула перемогу над Швецією (1:1 основний час, 5:4 по пенальті), а Кравець провів на полі увесь матч.

## Статистика
Станом на 9 травня 2015

### Клубна

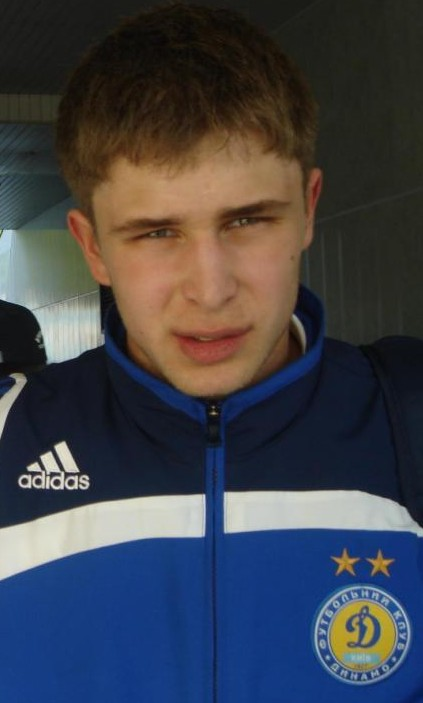
Артем Кравець 2008 року

| Сезон               | Команда             | Чемпіонат           | Чемпіонат | Чемпіонат | Кубок | Кубок | Кубок | Єврокубки | Єврокубки | Єврокубки | Інші кубки | Інші кубки | Інші кубки | Всього | Всього |
| Сезон               | Команда             | Змаг.               | Матчі     | Голи      | Змаг. | Матчі | Голи  | Змаг.     | Матчі     | Голи      | Змаг.      | Матчі      | Голи       | Матчі  | Голи   |
| ------------------- | ------------------- | ------------------- | --------- | --------- | ----- | ----- | ----- | --------- | --------- | --------- | ---------- | ---------- | ---------- | ------ | ------ |
| 2005—2006           | Динамо-3            | 2Л                  | 1         | 0         | —     | —     | —     | —         | —         | —         | -          | —          | —          | 1      | 0      |
| Всього в «Динамо-3» | Всього в «Динамо-3» | Всього в «Динамо-3» | 1         | 0         |       |       |       |           |           |           |            |            |            | 1      | 0      |
| 2005—2006           | Динамо-2            | 1Л                  | 3         | 0         | —     | —     | —     | —         | —         | —         | —          | —          | —          | 3      | 0      |
| 2006—2007           | Динамо-2            | 1Л                  | 20        | 3         | —     | —     | —     | —         | —         | —         | —          | —          | —          | 20     | 3      |
| 2007—2008           | Динамо-2            | 1Л                  | 11        | 3         | —     | —     | —     | —         | —         | —         | —          | —          | —          | 11     | 3      |
| Всього в «Динамо-2» | Всього в «Динамо-2» | Всього в «Динамо-2» | 34        | 6         |       |       |       |           |           |           |            |            |            | 34     | 6      |
| 2006—2007           | «Динамо»            | ВЛ                  | 1         | 0         | КУ    | 0     | 0     | —         | —         | —         | —          | —          | —          | 1      | 0      |
| 2007—2008           | «Динамо»            | ВЛ                  | 11        | 3         | КУ    | 3     | 0     | ЛЧ        | 1         | 0         | СКУ        | 0          | 0          | 15     | 3      |
| 2008—2009           | «Динамо»            | ПЛ                  | 12        | 4         | КУ    | 1     | 1     | ЛЧ/КУ     | 6+4       | 2         | СКУ        | 0          | 0          | 23     | 7      |
| 2009—2010           | «Динамо»            | ПЛ                  | 9         | 1         | КУ    | 1     | 0     | ЛЧ        | 1         | 0         | —          | —          | —          | 11     | 1      |
| 2010—2011           | «Динамо»            | ПЛ                  | 11        | 3         | КУ    | 2     | 0     | ЛЄ        | 5         | 0         | —          | —          | —          | 18     | 3      |
| 2011—2012           | «Динамо»            | ПЛ                  | 0         | 0         | КУ    | 0     | 0     | ЛЧ/ЛЄ     | 0         | 0         | —          | —          | —          | 0      | 0      |
| 2012—2013           | «Динамо»            | ПЛ                  | 1         | 2         | КУ    | 0     | 0     | ЛЧ        | 0         | 0         | —          | —          | —          | 1      | 2      |
| 2013—2014           | «Арсенал» (Київ)    | ПЛ                  | 10        | 3         | КУ    | 1     | 0     | —         | —         | —         | —          | —          | —          | 11     | 3      |
| Всього в «Арсеналі» | Всього в «Арсеналі» | Всього в «Арсеналі» | 10        | 3         |       | 1     | 0     |           |           |           |            |            |            | 11     | 3      |
| 2013—2014           | «Динамо»            | ПЛ                  | 0         | 0         | КУ    | 0     | 0     | ЛЄ        | 1         | 0         | —          | —          | —          | 1      | 0      |
| 2014—2015           | «Динамо»            | ПЛ                  | 20        | 13        | КУ    | 4     | 2     | ЛЄ        | 10        | 2         | СКУ        | 1          | 0          | 35     | 17     |
| Всього в «Динамо»   | Всього в «Динамо»   | Всього в «Динамо»   | 65        | 26        |       | 11    | 3     |           | 28        | 4         |            | 1          | 0          | 105    | 33     |
| Всього за кар'єру   | Всього за кар'єру   | Всього за кар'єру   | 110       | 35        |       | 12    | 3     |           | 28        | 4         |            | 1          | 0          | 151    | 42     |

### Збірна
| Дата       | Місто     | Господарі          | Результат | Гості      | Турнір                               | Голи | Примітки |
| ---------- | --------- | ------------------ | --------- | ---------- | ------------------------------------ | ---- | -------- |
| 8.02.2011  | Паралімні | Україна            | 2 – 2     | Румунія    | Кубок Кіпрської футбольної асоціації | -    |          |
| 9.02.2011  | Паралімні | Швеція             | 1 – 1     | Україна    | Кубок Кіпрської футбольної асоціації | -    |          |
| 27.03.2015 | Севілья   | Іспанія            | 1 – 0     | Україна    | КЧЄ-2016                             | -    |          |
| 31.03.2015 | Львів     | Україна            | 1 – 1     | Латвія     | Товариський матч                     | -    |          |
| 9.06.2015  | Лінц      | Україна            | 2 – 1     | Грузія     | Товариський матч                     | 1    |          |
| 14.06.2015 | Львів     | Україна            | 3 – 0     | Люксембург | КЧЄ-2016                             | 1    |          |
| 5.09.2015  | Львів     | Україна            | 3 – 1     | Білорусь   | КЧЄ-2016                             | 1    |          |
| 8.09.2015  | Жиліна    | Словаччина         | 0 – 0     | Україна    | КЧЄ-2016                             | -    |          |
| 9.10.2015  | Скоп'є    | Північна Македонія | 0 – 2     | Україна    | КЧЄ-2016                             | 1    |          |
| Усього     |           | Матчів             | 9         |            | Голів                                | 4    |          |

## Титули та досягнення
- Чемпіон України (2) : 2008/09, 2014/15
- Володар Кубка України (1) : 2014/15
- Володар Суперкубка України (1) : 2007
- Переможець молодіжного чемпіонату України (1) : 2006/07

## Цікавинки
- Весь час у київському «Динамо» виступав під 22 номером, під яким грав у «Мілані» його кумир Кака. Як і бразилець, Артем відзначає забиті м'ячі, здійнявши обидва вказівні пальці догори;
- Артем у середній школі був майже відмінником, закінчивши її лише з однією «дев'яткою»;
- Під час навчання в динамівській академії грав на тоталізаторі, ставив на матчі за участю київського «Динамо» в Лізі Чемпіонів[22].